# Al-Ahmadi (provins)
al-Ahmadi (arabiska: اَلأَحْمَدِي) är en provins (muhafaza) i Kuwait. Den ligger i den södra delen av landet. Antalet invånare är 430 923.
I nordväst och i norr gränsar al-Ahmadi till provinserna al-Jahra, al-Farwaniyya och Mubarak al-Kabir. I syd och sydväst gränsar provinsen till Saudiarabien.
Några av al-Ahmadis distrikt är:
- al-Ahmadi
- al-Fuhayhil
- al-Riqqa
- al-Manqaf
- al-Fintas
- al-Mahbula
- al-Wafra